# Kurhan Ipatowski
Kurhan Ipatowski, Wielki Kurhan Ipatowski – kurhan położony w odległości ponad 1 kilometra na północny zachód od miasta Ipatowo na Przedkaukaziu.
Jego wysokość wynosi 7 m, a średnica około 120 m. Ze względu na swoje rozmiary jest zaliczany do tzw. dużych kurhanów stepowego Przedkaukazia. Dzięki wykopaliskom odkryto w nim 195 pochówków, z czego pierwsze datowane są na początek III tysiąclecia p.n.e. (2830 p.n.e. +/-110 lat).